# Grandvilliers (Eure)
Grandvilliers is een plaats en voormalige gemeente in het Franse departement Eure (regio Normandië) en telt 337 inwoners (2005). De plaats maakt deel uit van het arrondissement Évreux. Grandvilliers is op 1 januari 2019 gefuseerd met de gemeenten Buis-sur-Damville en Roman tot de gemeente Mesnils-sur-Iton. 

## Geografie
De oppervlakte van Grandvilliers bedraagt 11,6 km², de bevolkingsdichtheid is 29,1 inwoners per km².
De onderstaande kaart toont de ligging van Grandvilliers (Eure) met de belangrijkste infrastructuur en aangrenzende gemeenten.

## Demografie
Onderstaande figuur toont het verloop van het inwonertal (bron: INSEE-tellingen).